# Sylhet (zila)
Sylhet is een district (zila) in de divisie Sylhet van Bangladesh. Het district telt 2,6 miljoen inwoners en heeft een oppervlakte van 3490 km². De hoofdstad is de stad Sylhet.

## Bestuurlijk
Sylhet is onderverdeeld in 11 upazila (subdistricten), 98 unions, 2349 dorpen en 2 gemeenten.
Subdistricten: Balaganj, Beanibazar, Bishwanath, Companiganj, Fenchuganj, Golabganj, Gowainghat, Jaintiapur, Kanaighat, Sylhet Sadar en Zakiganj

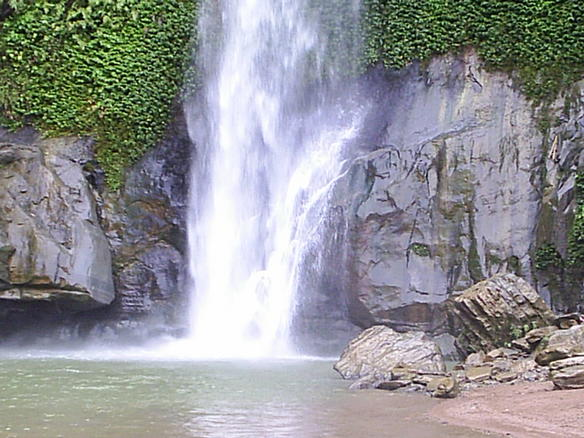
Madhabkundo falls in Sylhet